# 伍家湾乡
伍家湾乡，是中华人民共和国湖南省怀化市辰溪县下辖的一个乡镇级行政单位。

## 行政区划
伍家湾乡下辖以下地区：
思蒙村、坳门村、铜盆洞村、瓦子场村、邓家湾村、石家塘村、斋家塘村、椒坪溪村、神洞溪村、米家垅村和狮子岩村。